# Ватаманюк, Гаврил
Гаврил Ватаманюк (рум. Gavril Vatamaniuc; 25 ноября 1924, Сучевица — 1 марта 2012, Стулпикани) — румынский антикоммунистический повстанец, лидер партизанской группы в Буковине. Один из немногих партизанских командиров и единственный буковинский, доживший до падения коммунистического режима.

## Сержант-антикоммунист
Родился в многодетной семье южнобуковинских крестьян. Получил патриархальное воспитание, отличался глубокой православной религиозностью. Окончил унтер-офицерское училище, во время Второй мировой войны около года воевал в Крыму. Вернувшись в Румынию, служил в Констанце. Имел звание сержанта жандармерии.
Гаврил Ватаманюк не состоял ни в одной политической партии, но отвергал власть Румынской компартии (РКП) и режим РНР. Коммунизм считал «царством Антихриста». Из-за этого вступал в резкие споры на политзанятиях. Был уволен со службы, взят под надзор Секуритате, оказался под угрозой ареста.
В 1948 Гаврил Ватаманюк перебрался из Констанцы в Крайову. С помощью брата Константина устроился разнорабочим на стройку. Вновь попал в поле зрения Секуритате, бежал из-под ареста. С ноября 1949 скрывался в родных местах близ Сучевицы, обустроил лесную землянку. Жил за счёт крестьянских навыков и помощи из дома. Имел огнестрельное оружие. Надеялся, что против коммунистического режима и советской оккупации румынам помогут США на основе христианской солидарности.

## Лесной партизан
С 1950 Гаврил Ватаманюк примкнул к антикоммунистическому повстанческому движению (его брат Ион к тому времени уже был партизаном). Группа была немногочисленна — всего пять человек: братья Кираш — Ион и Георге, Василе Мотреску, Василе Марчук и сам Гаврил Ватаманюк. По возрасту все были старше своего командира Ватаманюка, но признавали его лидерство как старшего по воинскому званию и политически грамотного, имевшего опыт дискуссий.
Эти буковинские крестьяне воевали по мобилизации на Восточном фронте, побывали под арестом Секуритате по подозрению в связях с партизанами (после чего действительно примыкали к партизанскому движению). Мотреску уже имел опыт повстанческого отряда и примкнул позднее других, в 1954. Он был выпущен Секуритате в качестве агента, его пребывание на свободе вызывало подозрения. Однако Мотреску обо всём рассказал Ватаманюку и оставил секуристам письмо, в котором объявил о разрыве.
Действовала группа в лесных местностях Сучавы и Ботошани. Особенность формирования состояла в сугубо оборонительной тактике. Партизаны Ватаманюка не атаковали сами, вступая в боестолкновения только при отражении ударов Секуритате. Но они вели активную пропаганду, распространяли антикоммунистические листовки, уничтожали коммунистическую символику. Печатное оборудование предоставлял монастырь Сучевица. Партизаны призывали «братьев-румын, братьев-христиан» не вступать в РКП, хранить верность церкви, сопротивляться коллективизации, убеждали в грядущей американской помощи. Агитировали окрестных крестьян и особенно лесников. Большинство лесников относились сочувственно, однако Секуритате удалось завербовать нескольких осведомителей.
В начале 1955 лесник-осведомитель в лесу под городом Ботошани обнаружил партизанский схрон и сообщил в Секуритате. 18 января произошёл бой — Ватаманюк и Мотреску застрелили трёх секуристов и служебную собаку, сумели прорваться и скрыться. Ватаманюк застрелил солдата Михая Вэлимэряну и собаку Афумату (впоследствии он говорил, что вынужден был стрелять, когда собака повалила его наземь). Спустя полгода, 18 июля, секуристы обнаружили братьев Кираш — Ион и Георге погибли в перестрелке. 17 октября был взят в плен Василе Марчук и под пытками назвал местонахождение Ватаманюка (отбывал семь лет заключения). На следующий день, 18 октября, был схвачен Гаврил Ватаманюк. Последним, в январе 1958, взяли Василе Мотреску — через полгода он был расстрелян.

## Крестьянин-ветеран
Гаврил Ватаманюк был приговорён к пожизненному заключению в трудовом лагере. Однако менее чем через десятилетие, 3 августа 1964, освобождён по амнистии — приближалась «румынская оттепель» первых лет правления Чаушеску. Ватаманюк вернулся в Буковину, поселился во Фрасине. Дважды был женат. Жил по-крестьянски, зарабатывал выращиванием помидоров в частной теплице.
После Румынской революции 1989 Гаврил Ватаманюк не был реабилитирован. Но он пользовался уважением как ветеран партизанской борьбы, последний живой участник вооружённого антикоммунистического сопротивления в Буковине. Вместе с публицистами Эмилем Янушем и Ионом Прелипчяном издал книгу своих воспоминаний Ultimul partizan — Последний партизан. Подробно рассказывал журналистам о событиях многолетней давности, удивляя своей памятью. Отмечал, что его враги погибли один за другим, а он выжил и рассказывает о них.
В своих публичных выступлениях Гаврил Ватаманюк говорил, что выдержал испытания благодаря религиозной вере, румынскому патриотизму и стремлению к свободе. Несмотря на жестокость, вражду, ненависть и невзгоды близких, называл свою жизнь счастливой.
Последние годы Гаврил Ватаманюк прожил в горном селении Стулпикани — дабы «окончить жизнь в родных буковинских горах». Скончался в возрасте 87 лет. В некрологах его называли «героем Буковины».